# Кокошино
Кокошино (рос. Кокошино) — село у Чулимському районі Новосибірської області Російської Федерації.
Входить до складу муніципального утворення Кокошинська сільрада. Населення становить 881 особа (2010).

## Історія
Згідно із законом від 2 червня 2004 року органом місцевого самоврядування є Кокошинська сільрада.

## Населення
| 2002 | 2007  | 2010 |
| ---- | ----- | ---- |
| 1014 | ↘1004 | ↘881 |